# 휴먼TV 앗! 나의 실수
《휴먼TV 앗! 나의 실수》는 1998년 10월 25일부터 1999년 5월 9일까지 문화방송에서 방영되었던 시청자들의 황당한 실수 사건을 엿보는 코미디 프로그램이다.

## 방송 시간
| 방송 채널 | 방송 기간                          | 방송 시간                            | 방송 분량 |
| --------- | ---------------------------------- | ------------------------------------ | --------- |
| MBC TV    | 1998년 10월 25일 ~ 1999년 2월 28일 | 매주 일요일 저녁 6시 ~ 6시 50분      | 50분      |
| MBC TV    | 1999년 3월 6일 ~ 1999년 3월 28일   | 매주 일요일 저녁 5시 50분 ~ 6시 40분 | 50분      |
| MBC TV    | 1999년 4월 4일 ~ 1999년 5월 9일    | 매주 일요일 저녁 6시 ~ 6시 50분      | 50분      |

## 진행자
- 임성훈, 우희진

## 역대 진행자
- 서경석
- 김효진
- 이선진

## 패널
- 신문선
- 안문현
- 이윤철
- 홍서범
- 홍석천
- 김자옥
- 김완태
- 최동원
- 박남현
- 김윤경

## 역대 코너
앗!나의 실수
추적!짜투리 실록
이야기 세상만사

## 같이 보기
- 타임머신
- 휴먼TV 즐거운 수요일 - 전작